# يوم أستراليا الوطني
يوم أستراليا (بالإنجليزية: Australia Day)‏ هو العطلة الوطنيَّة الرسميَّة لأستراليا. يُحتفل بها سنويًا في يوم السادس والعشرين من يناير حيث تُخلِّد ذكرى وصول أول أسطول إنجليزيّ إلى بورت جاكسون في نيو ساوث ويلز، وقيام الحاكم أرثر فيليب برفع علم بريطانيا العظمى في سيدني كوف عام 1788. تعكس احتفالات اليوم الوطنيّ في الوقت الحاضر تنوع المجتمع والمعالم الطبيعيَّة للبلاد. وتتميز هذه المناسبة بإقامة الفعاليات العائليَّة والاجتماعيَّة، واحتفالات التجنيس المُرحِّبة بالمواطنين الجدد، ومنح الجوائز الرسميَّة للمبادرات والإسهامات الاجتماعيَّة، فضلًا عن التفكر في التاريخ الأستراليّ.
تغيَّر معنى يوم أستراليا وتطور بمرور الوقت ولم تحتفل به جميع ولايات الاتّحاد في نفس هذا اليوم. كما اختلفت التسميات المُستعملة للإشارة إلى هذه المناسبة وتعدَّدت من الناحيتين غير الرسميَّة أو التاريخيَّة فعُرِف بأسماء عدة مثل يوم الذكرى أو يوم التأسيس أو يوم الرابطة الأستراليَّة للسكان الأصليين. كما أشار إليه البعض بأسماء مثل يوم الغزو أو يوم الحداد الوطنيّ. يصادف يوم 26 يناير عام 1788 إعلان البريطانيين سيادتهم على الضفة الشرقيَّة لقارة أستراليا (كان يُطلق عليها آنذاك اسم هولندا الجديدة). تشير السجّلات التاريخيَّة إلى أنَّ تقليد الاحتفال بيوم السادس والعشرين من يناير يعود فعليًا إلى مطلع القرن التاسع عشر في عام 1808، وهذا على الرغم من أنَّ هذا اليوم لم يحمل اسمه الحالي إلَّا بعد مُضي نحو قرن من تاريخ تأسيس نيو ساوث ويلز. تأسَّست دولة أستراليا الحديثة بعدما قامت المستعمرات البريطانيَّة في أستراليا بتشكيل اتّحاد فيما بينها في أول أيام سنة 1901. ومن هنا بدأت المساعي الراميَّة لتحقيق فكرة اعتماد عيد وطنيّ احتفالًا بوحدة البلاد. لم تتخذ الولايات والأقاليم الأستراليَّة من «يوم أستراليا» اسمًا للإشارة إلى هذا التاريخ إلَّا حتى عام 1935. ولم تتفق جميع ولايات وأقاليم البلاد على اعتماده عطلة رسميَّة بثبات دون طروء تغييرات عليه من قِبل أحدها إلَّا بدءًا من عام 1994.
يُصادف وقوع العطلة في الوقت الحاضر إقامة حفل جوائز «أستراليّ العام» في ليلة يوم أستراليا، ويُصاحبه الإعلان عن قائمة بالمراتب والألقاب الشرفيَّة، وإلقاء كل من الحاكم العام ورئيس الوزراء لكلمتين يوجِّهانها للأمّة في هذه المناسبة. يُعدّ يوم أستراليا حاليًا عطلة رسميَّة عامّة في جميع الولايات والأقاليم الأستراليَّة. تشهد جميع أنحاء البلاد من مدن وبلدات شتّى أشكال الفعاليات الاحتفاليَّة المُختلفة من مهرجانات، وحفلات موسيقيَّة، واحتفالات منح المواطنة.
كما تُقام بعض الفعاليات الخاصّة بالأستراليين الأصليين في هذا اليوم، ولكن يعتبر الكثير من الأستراليين الأصليين والمتعاطفين معهم منذ عام 1938 على أقل تقدير أنَّ هذا التاريخ يُمثِّل يوم حداد، وإحياء لذكرى غزو البريطانيين للأرض، وبداية العهد الاستعماريّ حيث يعترضون على الاحتفال باليوم كعطلة رسميَّة. تُشير هذه المجموعات إلى يوم أستراليا بأسماء مثل يوم الغزو أو يوم النجاة أو يوم الحداد ويقيمون ما يمكن وصفه بالاحتفال المضاد يدعون فيه إلى تغيير هذا التاريخ أو حتى إلغاء هذه العطلة.

## لمحة تاريخية

### وصول الأسطول الأول
بعثت الأميرالية البريطانيَّة أسطولًا بحريًا مؤلَّفًا من أحد عشر سفينة من إنجلترا إلى هولندا الجديدة. انطلق هذا الأسطول الذي سيُعرف لاحقًا باسم «الأسطول الأول» يوم 13 مايو عام 1787. كان مهمة الأسطول الواقع تحت أمرة العقيد أرثر فيليب إقامة مستعمرة جزائيَّة في منطقة خليج بوتاني على ساحل نيو ساوث ويلز. كان النقيب جيمس كوك قد استكشف هذه المنطقة وأدَّعى سيادة بلاده عليها في عام 1770. أعلت بريطانيا من شأن وأهمية هذه المستوطنة بسبب خسارتها لمستعمراتها الثلاثة عشر في أمريكا الشماليَّة بعد الحرب الثورية الأمريكيَّة. وصل الأسطول إلى اليابسة بين يوم الثامن عشر والتاسع عشر من يناير عام 1788، ولكن سرعان ما اتضح للأسطول عدم ملائمة منطقة خليج بوتاني للاستيطان البشري.
سافر فيليب وبرفقته عدد من الجنود شمالًا إلى بورت جاكسون الواقعة على بعد 12 كيلومتر (7.5 أميال) لرؤية إذا ما كانت تلك المنطقة أكثر ملائمة لاتخاذها موقعًا للاستيطان. مكثَ الرجال في الموقع بعد وصولهم إليه حتى يوم 23 يناير، ليعلن بعدها فيليب إطلاقه على الموقع اسم «سيدني كوف» تيمنًا باسم مسقط رأس الوزير توماس تاونزهيند فسيكونت سيدني الأول. كما احتك القادمون الجدد مع السكان الأصليين.
عاد بعدها الرجال إلى خليج بوتاني ليلة يوم 23 يناير ليوجّه فيها فيليب أوامره بتوجه الأسطول صوب موقع سيدني كوف في صباح اليوم التالي الذي صادف يوم 24 يناير. وقعت في ذلك اليوم رياح عاتية هوجاء مما جعل مهمة الإبحار أشبه بالمستحيلة على الأسطول. وهكذا تقرر الانتظار ريثما تهدأ الرياح في اليوم التالي. وخلال نفس اليوم وقعت أعين الطاقم على سفينتين ترفعان العلم الفرنسيّ (الأسترولاب والبوسول) في مدخل خليج بوتاني حيث كانوا هم الآخرون يواجهون نفس الصعوبات التي عثَّرت على الأسطول الأول خروجه من خليج بوتاني مثلما عثَّرت على الفرنسيين نزولهم فيه.

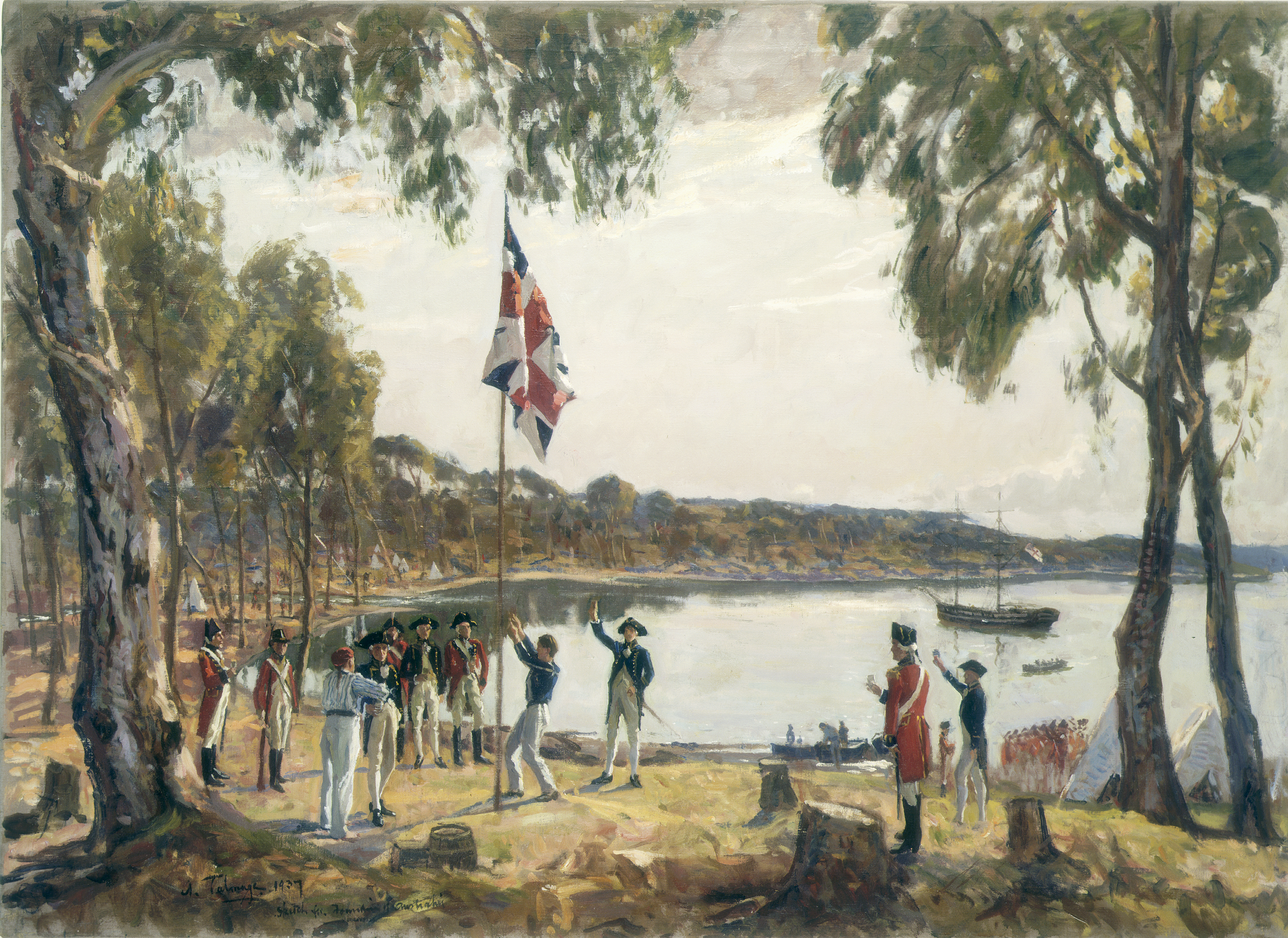
رسم زيتيّ لألغيرنون تالماج يعود لثلاثينات القرن العشرين يُظهر العقيد أرثر فيليب وهو يرفع العلم البريطانيّ في سيدني كوف بتاريخ 26 يناير عام 1789.

لم تهدأ الرياح الشديدة بحلول اليوم التالي ولكن هذه المرة اعتزم الأسطول الخروج من الخليج ولكن لم يفلح في ذلك سوى سفينة واحدة حملت على متنها أرثر فيليب، وغيدلي كينغ، وبرفقتهما بضعة بحّارين، ونحو أربعين مدان. وصلت السفينة إلى الموقع المنشود بحلول فترة ما بعد الظهيرة. أمَّا في خليج بوتاني فكان العقيد جون هانتر قد تواصل من السفينتين الفرنسيتين وتبادل مع القائد دو كلورنار التحية. أشار كلونار إلى أنَّ قائد أسطولهم كان كونت بيروس، جان فرنسوا دو غالوب. استطاعت سفينة أخرى من الأسطول الأول الخروج من الخليج واللحاق بالأول، ولكن واجهت السفن الأخرى صعوبات كبيرة ولم تستطع جميعها الخروج من الخليج حتى يوم 26 يناير. وصلت آخر السفن إلى الموقع الجديد الساعة الثالثة مساءً في ذلك اليوم. كان يوم 26 يناير اليوم الذي نزل فيه الأسطول عند سيدني كوف وسرعان ما بدأ العمل على قدمٍ وساق لتنظيف الأرض من أجل العسكرة في الموقع الجديد. وفقًا لما ورد في رواية فيليب للأحداث:
| « | كانت الألوان معروضةً على الشاطئ في ليلة السادس والعشرين، واجتمعَ الحاكمُ مع عددٍ من ضباطه الرئيسيين حول سارية العلم وصاحبهم آخرون، وشربوا نخب دوام الملك بأتم صحته، ونجاح حال المستوطنة، مع كل ما يُصاحبه من مظاهر تقتضيها هكذا مناسبات لما لها من تنشيط للروح وملأ مخيلة المرء بالتوقعات الباعثة على السرور. | » |

أعقب تأسيس فيليب لمستوطنة بورت جاكسون إرسال الأخير لبعثة مؤلَّفة من فيليب غيدلي كينغ، وثمانية رجال أحرار، ومعهم عدد من المُدانين لتأسيس مستوطنة بريطانيَّة ثانيَّة في جزيرة نورفولك. وكان السبب في ذلك أن يمنع فيليب الفرنسيين من الاستيلاء على الجزيرة قبل البريطانيين، ولجعلها مصدر بديل للغذاء يزود المستعمرة الأساسيَّة بحاجاتها.
لم يكن التأسيس الرسمي لمستعمرة نيو ساوث ويلز في هذا اليوم على عكس الافتراضات الشائعة حيث لم يُقرأ إعلان قيام المستعمرة رسميًا وتعيين أرثر فيليب حاكمًا عليها حتى يوم السابع من فبراير عام 1788. كما يرجع تاريخ إعلان تبعية هذه جميع الأراضي باسم الملك جورج الثالث إلى ذات التاريخ.

### الخمسين سنة الأولى (1788-1838)
لم يكن هناك اعتراف رسميّ بذكرى تأسيس مستعمرة نيو ساوث ويلز حيث لم يعطي التقويم الخاصّ بالمستعمرة لكل من عام 1806 وعام 1808 أي أهمية تُذكر بشأن يوم 26 يناير. ولكن بدءًا من عام 1808، بدأ المهاجرون الذي عاشوا في المستعمرة والمُدانين الذين أُعفِي عنهم باستخدام هذا التاريخ للاحتفال بحبهم للأرض التي عاشوا فيها من خلال احتسائهم للشراب، والتعبير عن فرحتهم. كانت احتفالات عام 1808 تتبع هذا النمط حيث تبدأ في مغيب يوم 25 يناير وتستمر حتى الليل، واُختتِمت بإلقاء نخب باسم الرائد جورج جونستون. كان ما يميّز جونستون هو كونه أول مسؤول من الأسطول ظل في المنطقة. قادَ جونستون ضباط فيلق نيو ساوث ويلز في تمرد اعتقلوا فيه الحاكم ويليام بلاي في اليوم التالي، وهذا رغم ما عاناه الأول من ألم على أثر سقوطه من عربته خلال عودته من الحفلة إلى منزله في أنانديل. أصبح يُشار إلى هذا التمرد الذي وقع بتاريخ 26 يناير عام 1808، فيما بعد باسم تمرد الرم.

كما أصبحت التقاويم المُستخدمة تذكر هذا اليوم مشيرةً إليه بأسماء مثل «أول يوم نزول» أو «يوم التأسيس» وأصبح المهاجرون الجدد يقيمون مأدوبات عشاء احتفالًا بالمناسبة. في عام 1817، نقلت صحيفة سيدني غازيت المحليَّة عن وقائع تجمعات غير رسميَّة وقعت في منزل إسحاق نيكولاس:
كان عام 1818 يصادف الذكرى الثلاثين لتأسيس المستعمرة، وعليه فقد قرَّر الحاكم لاكلن مكويري الاحتفال بالمناسبة من خلال إقامة المستعمرة لأولِ احتفالٍ رسميّ حيث أعلنَ الحاكم جعل اليوم عطلة لجميع العاملين في الحكومة، ومنح الجميع رطلًا إضافيًا من السمك الطازج (450 غرام)، وأمر بتحية ناريَّة تطلقها المدفعية ثلاثين مرة تُمثِّل كل واحدة منها عامًا من الأعوام الثلاثين التي تواجدت خلالها المستعمرة. كانت هذه السنة بداية التقليد الذي سار عليه حكام المستعمرة ممن جاء من بعده.

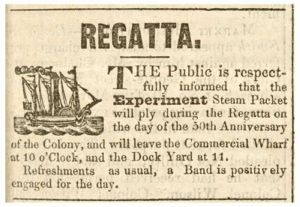
أول إعلان لسباق الريغاتا للقوارب الذي سيصبح فيما بعد تقليدًا خاصّا بالمناسبة، بتاريخ 26 يناير عام 1838.

واظبت نيو ساوث ويلز على الاحتفال بيوم التأسيس (كما أُطلِقَ عليه حينها)، وغدا نتيجةً لذلك مرتبطًا بالأنشطة والفعاليات الرياضيَّة. استمرت واحدة من هذه النشاطات التي ظهرت نتيجة الاحتفال بيوم التأسيس حتى يومنا هذا ألا وهي الريغاتا. في عام 1837، انطلقت أول دورة من الريغاتا في مرفأ سيدني حيث شاركت في المسابقة خمس فئات مختلفة من القوارب بدءًا من سفن إبحار الدرجة الأولى وصولًا إلى قوارب الأنهار الصغيرة. وشاهد الناس الاحتفالات من قواربهم أو من الميناء وكانت عدة سفن تجول حتى أنَّ أحدها ارتطمت باليابسة وعلِقت فيها إلى حين إصلاح الأمر في اليوم التالي. وفي النهاية، عزم المنظمون على جعل سباق الريغاتا فعالية سنويَّة، وجاء هذا على خلفية سعادتهم بما لاقته هذه الفعالية من نجاح. في حين كان لبعض الفعاليات الاحتفاليَّة المقامة خلال اليوم طابع نخبوي بحت مثل عشاء «الأستراليين المتَّحدين» الذي اقتصر الحضور فيه على أولئك الذين ولدتهم أمهاتهم في أستراليا. برَّرت صحيفة سيدني هيرالد السبب الكامن وراء هذا القرار فيما يتعلق بالعشاء كالآتي:
صادفت السنة التاليَّة (عام 1838) الذكرى الخمسين على تأسيس المستعمرة، وكان جزء من الاحتفالات إعلان اليوم أول عامة في تاريخ أستراليا. أقيم سباق الريغاتا للمرة الثانية وتجمع الناس على الشاطئ لمتابعة الفعالية التي شاركت فيها خمسة سفن بخاريَّة. ومع مع حلول منتصف اليوم، أطلقت المدفعية نيرانها خمسين مرة مع ارتفاع العلم الملكي احتفالًا بالمناسبة. كما أُطلِقت الصواريخ والألعاب الناريَّة في المساء. كان حفل العشاء أصغر من السنة السابقة حيث لم يحضره سوى أربعين شخصًا بالمقارنة مع المئة والستين شخصًا الذين حضروه في عام 1837، وعمومًا فقد وصِفت فعالية اليوم بأنها كانت «يومًا خاصّا بالجميع».

### الاحتفال بالذكرى المئوية (1839-1935)

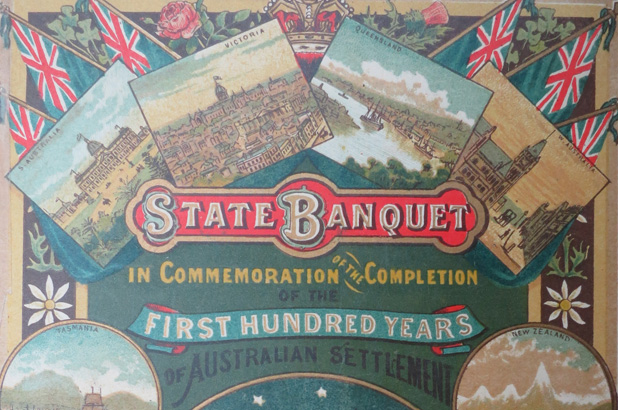
المأْدُبة التي أقامتها ولاية نيو ساوث ويلز للاحتفال بذكرى مرور "المئة عام الأولى على الاستيطان الأستراليّ" بتاريخ 26 يناير 1888.

كان يوم السادس والعشرون من يناير قبل عام 1888 عبارة عن مهرجان خاص بولاية نيو ساوث ويلز على اعتباره يحتفلُ بتأسيسها. ولذلك فقد احتفلت كل ولاية بذكرى إعلان تأسيسها. فمثلًا في جزيرة تاسمانيا كان سباق الريغاتا يُقام بالأصل في شهر ديسمبر احتفالًا بذكرى وصول أبل تاسمان للجزيرة. في حين احتفلت جنوب أستراليا بيوم إعلان قيامها الذي صادف 28 ديسمبر، بينما احتفلت غرب أستراليا بيوم تأسيسها المصادف لواحد يونيو (يُطلق عليه الآن اسم يوم غرب أستراليا).
في عام 1888، احتفلت جميع عواصم المستعمرات الأستراليَّة عدا أديلايد بـ«يوم الذكرى». اعتمدت ولاية جنوب أستراليا يوم السادس والعشرين من يناير عطلة تحت مسمَّى «يوم التأسيس» في عام 1910، وبذلك استعاضت الولاية بهذا اليوم الجديد عن عطلة سابقة حملت اسم «يوم الارتقاء» التي كان يُحتفل بها سنويًا يوم 22 يناير احتفالًا بذكرى ارتقاء الملك إدوارد السابع للعرش الذي توفي في شهر مايو من عام 1910.
جاء اعتماد يوم أستراليا رسميًا كعطلة على مشاركة البلاد في الحرب العالميَّة الأولى. في عام 1915، جاءت سيدة كان شبابها الأربعة يقاتلون في الحرب، بفكرة اعتماد عطلة وطنيَّة. ورمت من ذلك تحديدًا إلى جمع التبرعات للجنود المصابين، هذا وقد كان قد جِيء بهذا الاسم بغية إثارة المشاعر الوطنيَّة. وفي عام 1915، شُكِّلت لجنة للبحث في أمر استحداث العطلة، ووقع الاختيار على يوم 30 يوليو الذي جرت فيه جهود كبيرة لجمع التبرعات دعمًا للجهود الحربيَّة. كما أُقِيم اليوم خلال باقي سنوات الحرب العالميَّة الأولى في شهر يوليو حيث نُظِّم بتاريخ 28 يوليو عام 1916، وفي يوم 27 يوليو في عام 1917، وفي يوم 26 يوليو في عام 1918.
اختارت فيكتوريا يوم 26 يناير للاحتفال بـ«يوم أستراليا» في عام 1931. وبحلول عام 1935، تبعتها جميع الولايات الأخرى لتتخذ من 26 يناير عيدً وطنيًا تحت الاسم الجديد (عدا ولاية نيو ساوث ويلز التي بقيت تُشير إليه باسم «يوم الذكرى»). كما ظلت تسمية «يوم التأسيس» شائعة التداول محليَا من أجل الإشارة إلى العطلة.

### الذكرى المئة والخمسون

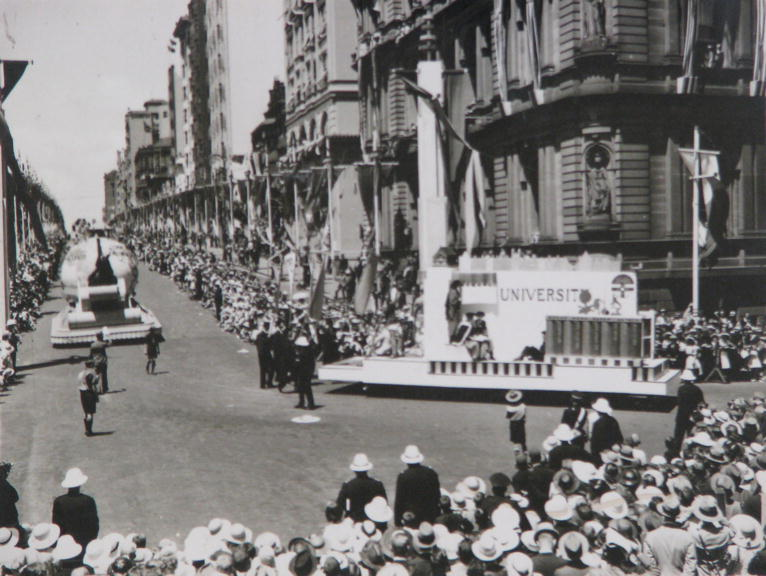
موكب في سيدني احتفالًا بالذكرى المئة والخمسون لتأسيس أستراليا بتاريخ 26 يناير عام 1938.

في عام 1938، شهِدت البلاد احتفالات كبيرة في الذكرى المئة والخمسون لإعلان قيام أول مستوطنة بريطانيَّة، حتى أنَّ التحضيرات للاحتفال التاريخيّ بدأت قبل سنتين من خلال تشكيل مجلس خاص بالاحتفالات. في عام 1936، كانت نيو ساوث ويلز الولاية الوحيدة التي تخلت عن تقليد العطلة الأسبوعيَّة الطويلة حيث اقتصرت الاحتفالات بـ«يوم الذكرى» في الولاية على يوم الأربعاء 26 يناير. في عام 1946، وافقت حكومة الكومنولث وحكومات الولايات جميعًا على توحيد جميع الاحتفالات في البلاد تحت اسم «يوم أستراليا» بنفس التاريخ الذي يوافق 26 يناير، ولكن العطلة العامَّة كانت تُمنح للناس يوم الاثنين باعتباره يوم العمل الأقرب للمناسبة.

### الذكرى المئتان

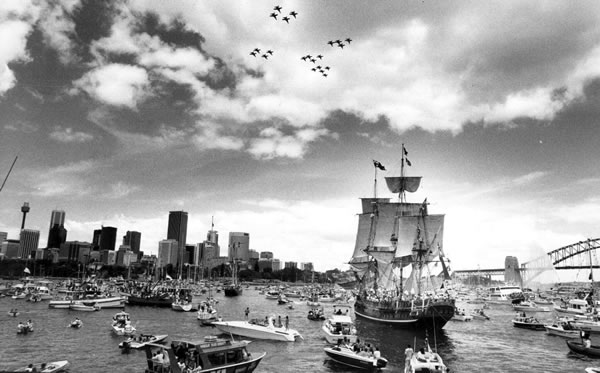
احتفالات ميناء سيدني بتاريخ 26 يناير عام 1988.

في عام 1988، شهدت البلاد احتفالًا تاريخيًا ضخمًا بمناسبة مرور مئتيّ عام على وصول الأسطول الأول حيث أُقِيمت العديد من الفعاليات الخاصّة في المدن الأستراليَّة الكبرى. حضر الفعالية أكثر من مليونين ونصف شخص في سيدني وحدها. اشتملت هذه الفعالية على إقامة احتفالات في الشوارع، وحفلات موسيقيَّة، وأداءات على خشبة دار أوبرا سيدني، وفي غيرها من المنشأت والمرافق العامّة، بالإضافة إلى إجراء مسابقات فنيَّة وأدبيَّة، وإعادة تمثيل أحداث قصة تأسيس أستراليا. كذلك فقد اُفتِتح بهذه المناسبة متحف باورهاوس في موقعه الجديد. وأقيم عرض بحري للسفن في ميناء سيدني يُمثِّل أحداث وصول سفن الأسطول الأول، وكان من بين السفن المشاركة في العرض عدة سفن وصلت من مدينة بورتسموث الإنجليزيَّة قبل عام من إجراء الاحتفال.

## الاحتفالات المعاصرة
شهدت الاحتفالات بيوم أستراليا زيادة في مستوى مشاركة الأستراليين فيها منذ عام 1988 حيث بدأت جميع الولايات والأقاليم بالاحتفال بالعطلة الرسميَّة الموحَّدة في يوم السادس والعشرين من يناير بذاته للمرة الأولى. كانت بعض الولايات قبل ذلك تحتفل بالعطلة الرسميَّة يوم الاثنين أو الجمعة حتى يضمنوا استمرار الإجازة لأطول فترة ممكنة. أظهر بحث يعود لعام 2007 أن نسبة 28% من الأستراليين ممن شملهم الاستطلاع حضروا فعالية خاصّة باليوم الوطنيّ، في حين قالت نسبة 26% أنهم اختاروا الاحتفال مع عائلاتهم وأصدقائهم. عكست هذه النسب نتائج استطلاع رأي سابق يعود لعام 2005 حيث أظهر أن نسبة قدرها 66% ممن شملهم الاستطلاع توقعوا احتفالهم بطريقة أو بأخرى بيوم أستراليا.

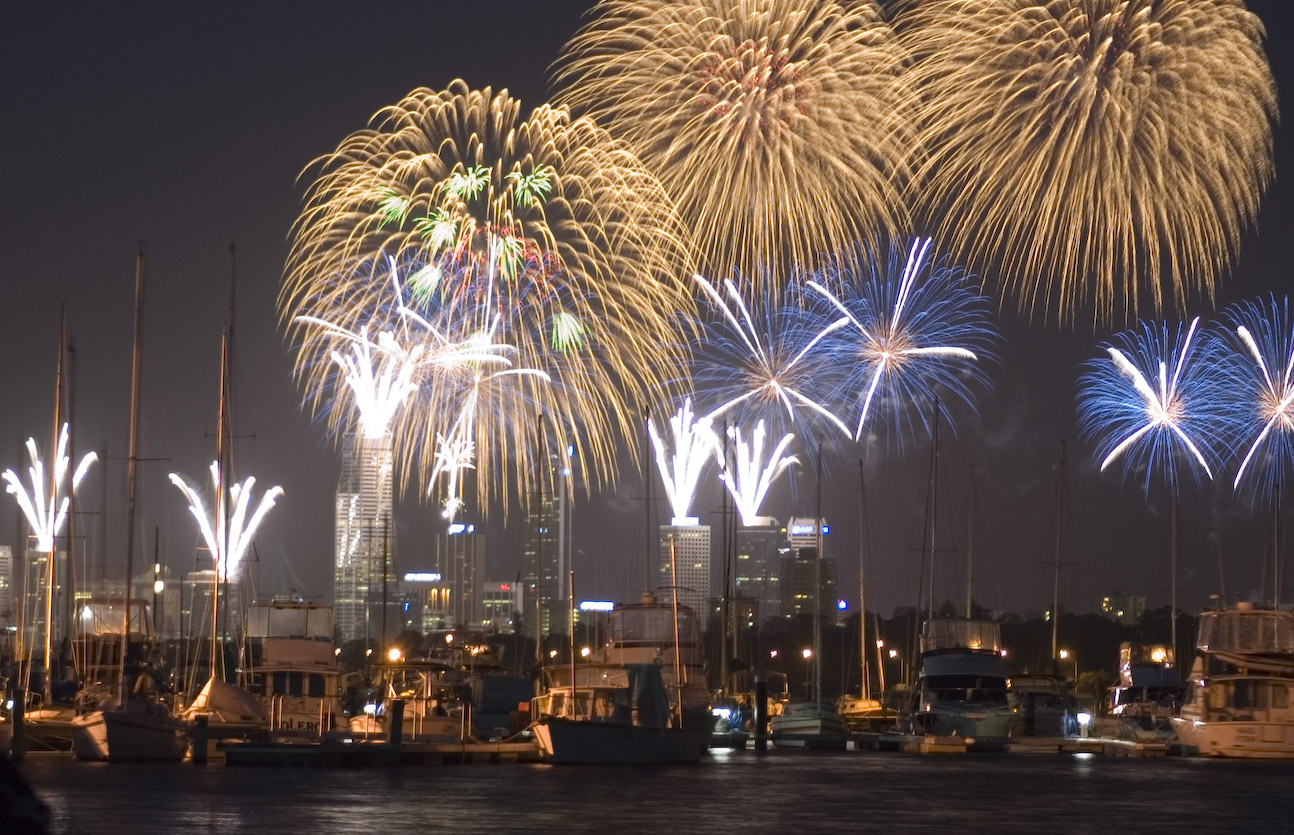
شاهد أكثر من نصف مليون شخص عرض الألعاب الناريَّة الذي أقيم بمناسبة يوم أستراليا في برث عام 2006.

تشمل أنواع الفعاليات التي تُقام في جميع أنحاء أستراليا خلال العيد الوطنيّ الحفلات الموسيقيَّة في الهواء الطلق، وحفلات الشواء الجماعيَّة مع العائلة أو الأصدقاء، والمنافسات الرياضيَّة وغيرها الكثير. تتولى مهمة عرض الأفكار والتوصيات بشأن إقامة الفعاليات مجالس يوم أستراليا الوطنيَّة الموجودة في جميع الولايات والأقاليم والمجتمعات المحليَّة.
مثلًا دائمًا في مدينة سيدني يَنصب التركيز على الميناء وإقامة سباقات للقوارب مثل سباق العبَّارات، وسباق السفن الطويلة. أمَّا في أديلايد فالاحتفال الرئيسي هو عبارة عن موكب يُقام سنويًا تحت عنوان «يوم أستراليا في المدينة» ويصاحبه حفلة موسيقيَّة، وعرض ألعاب ناريَّة يُقام في حديقة إلدر. كما أضيف على الموقع في عام 2019 نصب تذكاري خاص اعترافًا وتقديرًا للإسهامات التي قدَّمها السكان الأصليين للمجتمع المحليّ. في حين تشهد مدينة ملبورن مسيرة شعبيَّة وحفلة موسيقيَّة خاصّة يتم التركيز فيهما بشكل كبير على التعدّدية الثقافيَّة. بينما تتميز فعالية عرض الألعاب الناريَّة بمدينة بيرث بكونها الفعالية السنويَّة الأكبر من نوعها خلال اليوم.

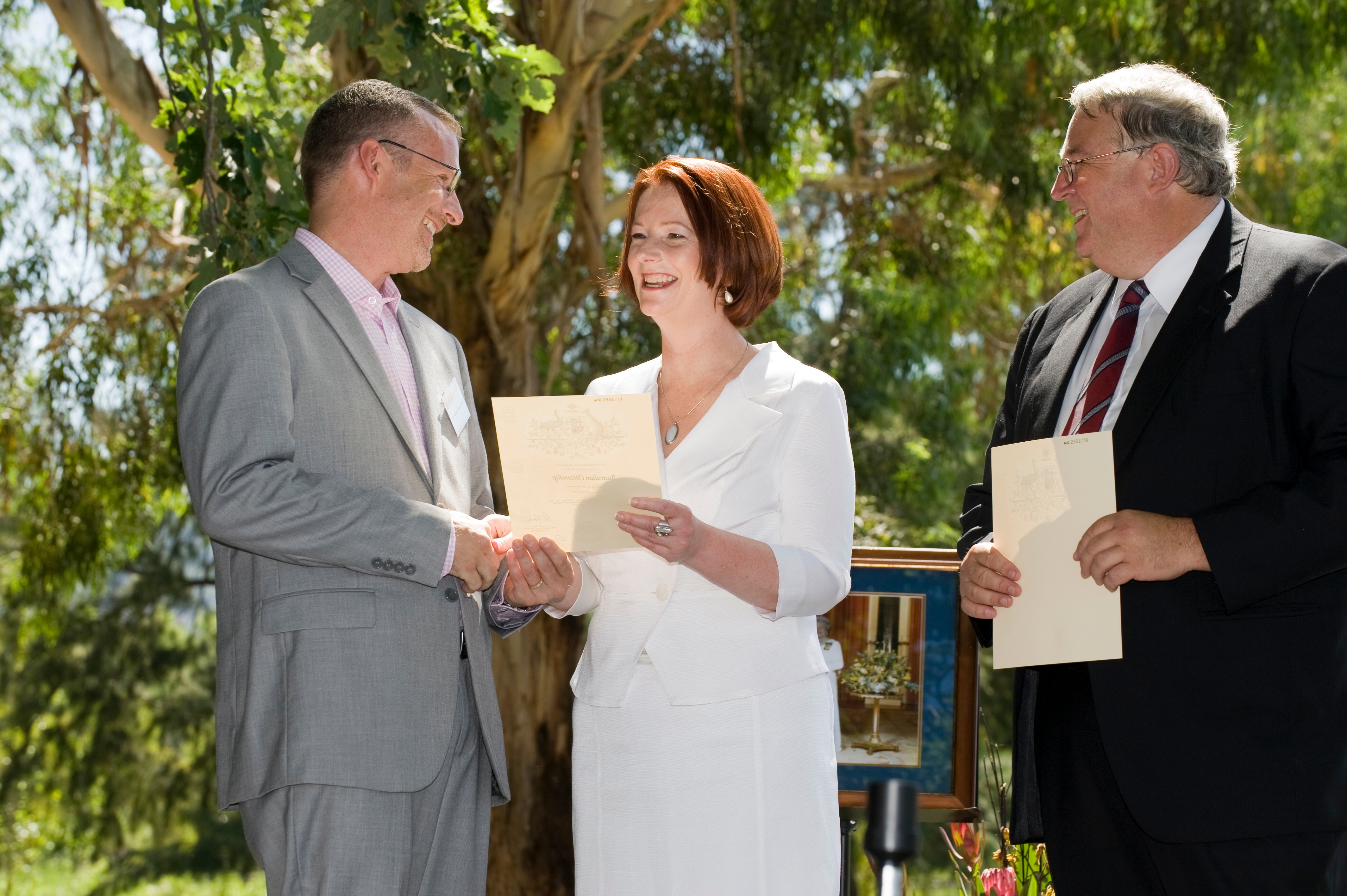
رئيسة الوزراء الأستراليَّة جوليا غيلارد ووزير الهجرة والمواطنة أندرو ميتكالف يمنحون شهادات المواطنة للمواطنين الأستراليين الجُدد الذين كانوا قد جُنِّسوا لتوهم (2011).

كما يشهد اليوم إقامة مراسم المواطنة والتجنيس للمواطنين الأستراليين الجدد. إذ يُعدّ يوم أستراليا الآن أكبر مناسبة تمنح خلالها المواطنة الأستراليَّة لمستحقيها. في 26 يناير عام 2011، أُقيمت أكثر من ثلاثمئة حفل منح للمواطنة شارك فيها نحو 13 ألف شخص من مئة وثلاثة وأربعون بلدًا. هذا وقد عبَّر الأستراليون عن دعمهم لفكرة إقامة احتفالات خاصة بمراسم التجنيس ومنح المواطنة حيث أظهر استطلاع للرأي يعود إلى عام 2007 أنَّ نسبة 78.6% ممن أجابوا على الاستطلاع اعتبروا إجراء احتفالات المواطنة جانبًا هامًا من يوم أستراليا.
يعمل برنامج سفير يوم أستراليا على دعم الاحتفالات بالمناسبة في جميع أنحاء البلاد من خلال تسهيل عملية مشاركة الأستراليين الذين حقّقوا إنجازات بارزة في الاحتفالات التي تجريها مجتمعاتهم خلال اليوم الوطنيّ. في عام 2011، بلغ عدد سفراء البرنامج 385 سفيرًا شاركوا في 384 احتفالًا أقامتها مجتمعاتهم التي يعيشون فيها. كما يتميز اليوم بتوزيع جوائز وسام أستراليا. تتولى الحكومات المحليَّة منح ميدالية إنجاز يوم أستراليا للمواطنين الذين أظهروا قدرًا من التميّز في عملهم ضمن المنظمات الحكوميَّة وغير الحكوميَّة. يشهد اليوم كذلك توجيه كلًا من الحاكم العام ورئيس الوزراء لكلمة خاصّة في هذه المناسبة. ويعلن رئيس الوزراء الفائز بجائزة «أستراليّ العام» التي ينالها أي مواطن أستراليّ كان قد قدَّم «إسهامًا كبيرًا للمجتمع الأسترالي والأمّة» ويعدُّ «قدوة مُلهمة يحتذي بها المجتمع الأسترالي». تتضمن الفئات التي تنقسم إليها الجائزة كلًا من فئة تُعنى بالشباب، وفئة للكبار، وفئة أخرى تُدعى «بطل أستراليا المحلي».

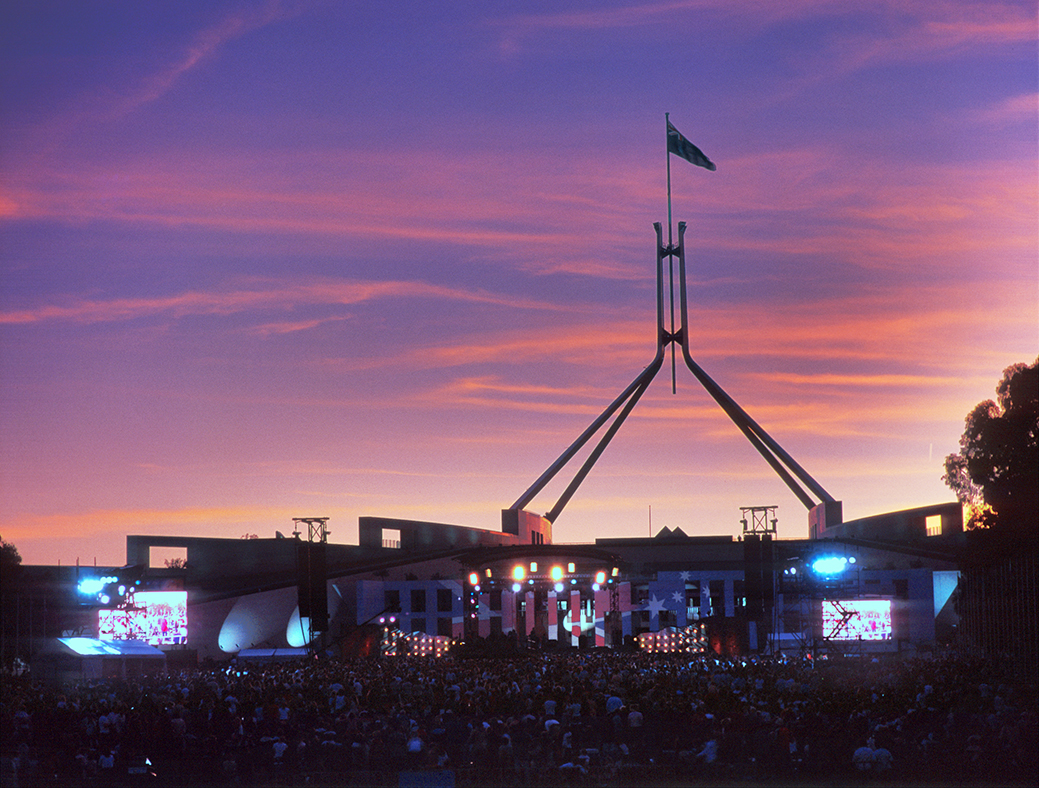
إعلان الجوائز في ليلة يوم أستراليا بتاريخ 25 يناير عام 2005.

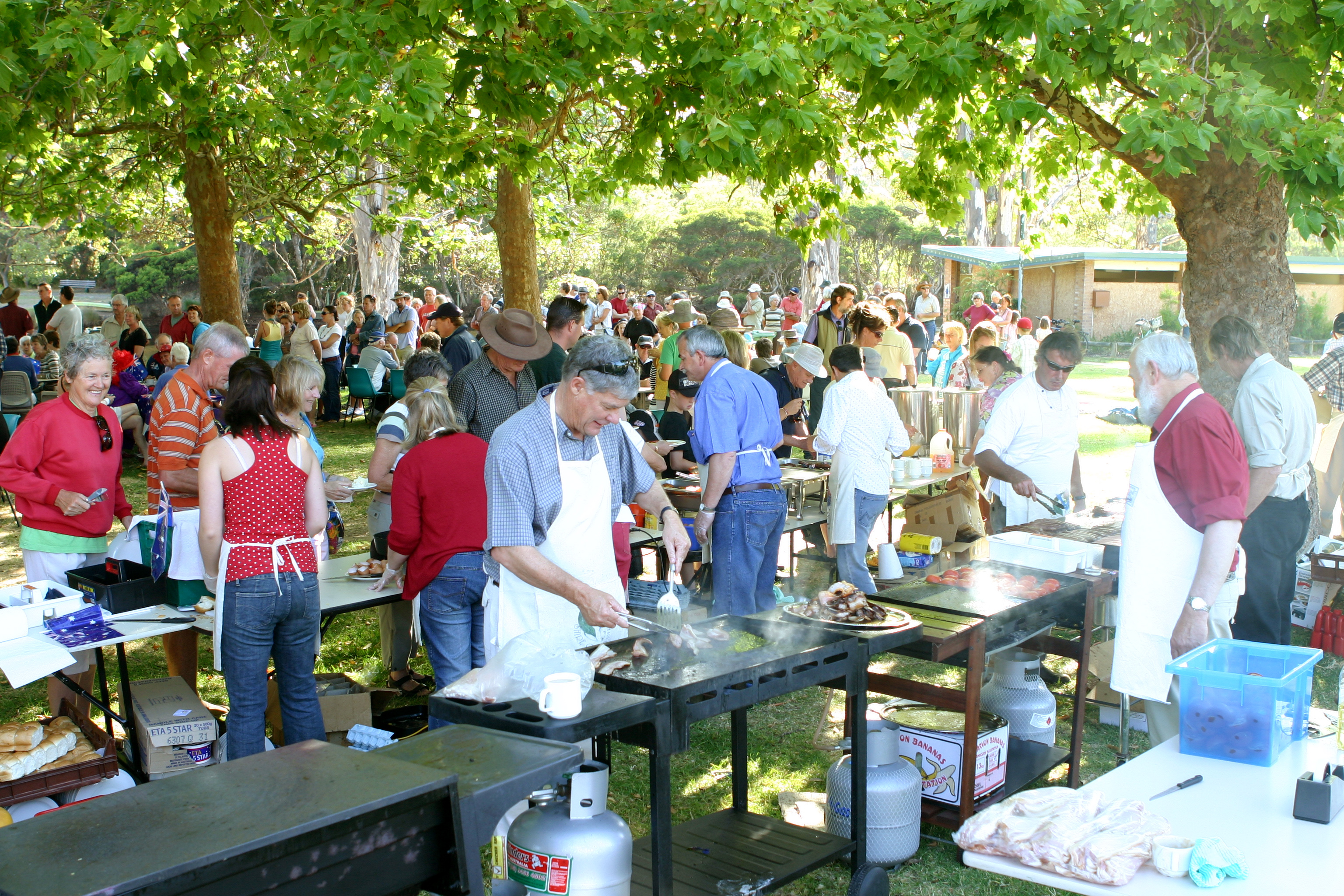
حفلة شواء بمناسبة يوم أستراليا في ولاية أستراليا الغربية.

أشارت دراسة تعود إلى عام 2009 أنَّ الأستراليين يتفكرون في التاريخ والمستقبل بقدرٍ متساوي إلى حد ما خلال يوم أستراليا. فقد اتفقت نسبة 43% ممن شملهم الاستطلاع على فكرة أنَّ التاريخ كان أهم شيء يجب التفكير فيه خلال يوم أستراليا، في حين قالت نسبة 41% أنَّها تتطلع إلى المستقبل، بينما اعتبرت نسبة 13% أنَّ المهم هو «التفكير بالحاضر في هذا الوقت»، ولم تكن نسبة 3% المتبقية متأكدة حيال الأمر. لا تحمل مواضيع الاحتفالات المعاصرة بالمناسبة طابعًا تاريخيًا، وهذا رغم أنَّ المناسبة تحتفل بذكرى وصول الأسطول الأول. كما لا توجد في الوقت المعاصر أي فعاليات كبيرة تعرض إعادة تمثيل تجسيديَّة للأحداث التاريخيَّة، وعلاوة على ذلك، فإنَّ مشاركة القائد الوطنيّ تُركّز بالدرجة الأولى على فعاليات الجوائز السنويَّة مثل حفل توزيع جوائز «أسترالي العام»، واحتفالات منح المواطنة والتجنيس.
أظهر استطلاع للرأي أجرته نيوزبول في نوفمبر عام 2009 أنَّ تسعين بالمئة من الأستراليين اعتبروا أنَّه من الهام الاعتراف بالسكان الأصليين لأستراليا وثقافتهم كجزء من احتفالات يوم أستراليا. قد يعكس هذا الاستطلاع وجود تغيّر في فهم مكانة السكان الأصليين في الهوية الوطنيَّة للبلاد. وبالمثل فقد أظهر استطلاع رأي آخر نتائج مماثلة بنسبة 89% من المُستطلَعين ممن وافقوا على أهمية الاعتراف بالتنوع الثقافي للبلاد. كان يوم أستراليا وما يزال موضع سجال وخلاف في النقاش الوطني حوله، وهذا على الرغم من نسب الحضور والمشاركة العاليتين التي يشهدهما يوم أستراليا، فضلًا عن المواقف الإيجابيَّة تجاه الاعتراف بالسكان الأصليين الأستراليين.
قرَّرت عدد من المجالس المحلية في عدة مناطق من البلاد إلغاء فعاليات يوم أستراليا لعام 2021 على خلفية جائحة كوفيد-19، وذلك رغم عرض المجلس الوطنيّ الخاصّ بيوم أستراليا لمخصّصات ماليّة لاتخاذ المجالس للإجراءات الصحيّة اللازمة.

## الحركة الهادفة إلى تغيير اسم اليوم

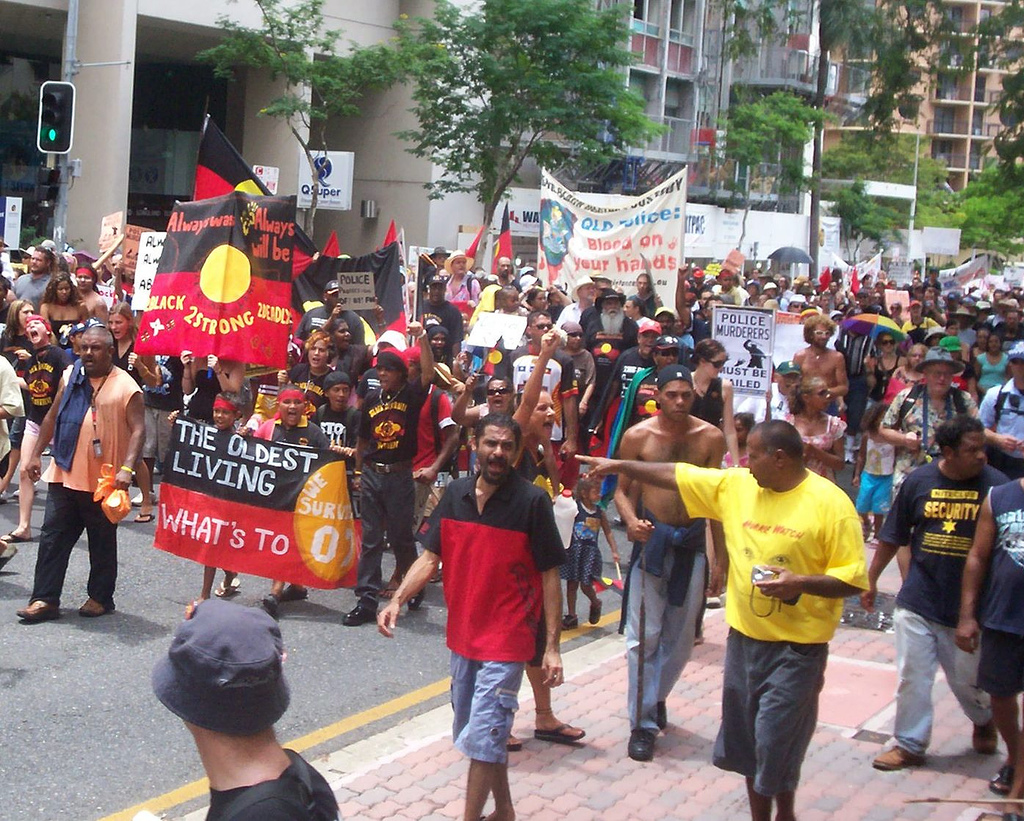
مسيرة احتجاجيَّة لحركة "يوم الغزو" في بريزبان عام 2007.

يعتبر بعض الأستراليون «يوم أستراليا» رمزًا للآثار السلبيَّة التي ألحقها الاستطيان البريطانيّ بالشعوب الأصليَّة في أستراليا. وفي عام 1888، قبل الاحتفال بالذكرى المئوية الأولى على وصول الأسطول الأول، سُؤِل رئيس الوزراء الأستراليّ آنذاك هنري باركس حيال إشراك السكان الأصليين بالاحتفالات فرد باركس قائلًا: «أتريدنا أن نذكرهم بأننا سرقناهم؟».
صاحب الاحتفالات في عام 1938 إحياء السكان الأصليين لذكرى حدادهم على خسارة أرضهم. اجتمعت مجموعة كبيرة من السكان الأصليين في سيدني عام 1988 في فعالية حملت اسم «يوم الغزو» في إحياء لذكرى ضياع ثقافة السكان الأصليين. ما تزال تُشير بعض الشخصيات البارزة من السكان الأصليين الأستراليين وغيرهم لليوم بتسمية «يوم الغزو». كما تخرج المظاهرات كل عام تقريبًا اعتراضًا على العطلة، وأحيانًا يصادف وقوعها في فعاليات «يوم أستراليا». يشارك آلاف الأستراليين في هذه المسيرات الاحتجاجيَّة في عواصم الولايات. فمثلًا قُدِّرت أعداد المشاركين في مظاهرة «يوم الغزو» في ميلبورن عام 2018 بعشرات الآلاف.
كما يستخدم البعض عبارة «يوم النجاة» للإشارة إلى هذا اليوم، ويصاحبها إقامة فعاليات مثل حفلة موسيقيَّة خاصّة تحتفل بحقيقة صمود ثقافة السكان الأصليين ونجاتها رغم ما واجهته من تمييز واستعمار. هذا وقد أُقِيمت هذه الحفلة الموسيقيَّة الداعمة لقضية السكان الأصليين للمرة الأولى في سيدني عام 1992. في عام 2016، أعلن تلفزيون السكان الأصليين الوطنيّ اعتماد اسم «يوم النجاة» باعتباره التسمية المثلى بنظر الشبكة التلفزيونية على أساس اعترافها بالطبيعة المتداخلة للمناسبة حيث اعتبرت المحطة أنَّ المصطلح «يعترف بالغزو» دون أن يبني تاريخ السكان الأصليين بأسره على هذه النقطة وحسب.
حاولت الاحتفالات الرسميَّة تجاوبًا مع الأمر إدخال طابع ومواضيع تُذكِّر بإسهامات وتاريخ الأستراليين الأصليين.
في أغسطس عام 2017، أقام مجلس الإدارة المحليَّة لمدينة يارا التابعة لمقاطعة ملبورن تصويتًا بالإجماع وافق فيه على التوقف عن استخدام تسمية «يوم أستراليا» للإشارة إلى العطلة والتوقف عن إجراء احتفالات التجنيس ومنح المواطنة في ذلك اليوم، والاستعاضة بدلًا من ذلك بفعالية تحتفي بثقافة السكان الأصليين وتاريخهم. وتبعها في قرار مماثل المجلس المحليّ لمدينة ديربن التابعة لمقاطعة فيكتوريا. وبعد ذلك سارعت الحكومة الفيدراليَّة إلى سحب صلاحية عقد مراسم منح المواطنة والتجنيس من هذين المجلسين. أصبح مجلس بايرون شير ثالث مجلس محليّ تُسحب منه صلاحية عقد مراسم التجنيس ومنح المواطنة.
في 13 يناير عام 2019، أعلن رئيس الوزراء سكوت موريسون عن قرار يُلزم جميع المجالس المحليَّة في جميع أنحاء أستراليا بحصر إجراء مراسم التجنيس ومنح المواطنة على يومين في السنة وهما يوم 26 يناير ويوم 17 سبتمبر، وذلك اعتبارًا من يوم أستراليا عام 2020. كما فرض القرار قوانين على اللباس تمنع ارتداء الثونغات وسراويل السباحة خلال المراسم.
في عام 2019، خرجت حشود وصلت أعدادها بحسب بعض التقديرات إلى الثمانين ألفًا في مظاهرة «يوم الغزو» بملبورن وحدها، وشهدت البلاد مسيرات احتجاجيَّة مشابهة في جميع أنحاء البلاد.
في 12 نوفمبر عام 2019، أصبح مجلس إنر ويست أول مجلس إدارة محليّ في مقاطعة سيدني يُقرِّر إنهاء الاحتفال بيوم أستراليا، وقد جاء هذا بعد إجراء المجلس لإحصائية على الإنترنت، وبدلًا من ذلك شجَّع المجلس السكان على حضور مهرجان خاص بثقافة السكان الأصليين. ولكن قال المجلس بأنَّه سيستمر في إقامة مراسم منح المواطنة والتجنيس في ذلك اليوم.

### تواريخ مقترحة للتاريخ الجديد

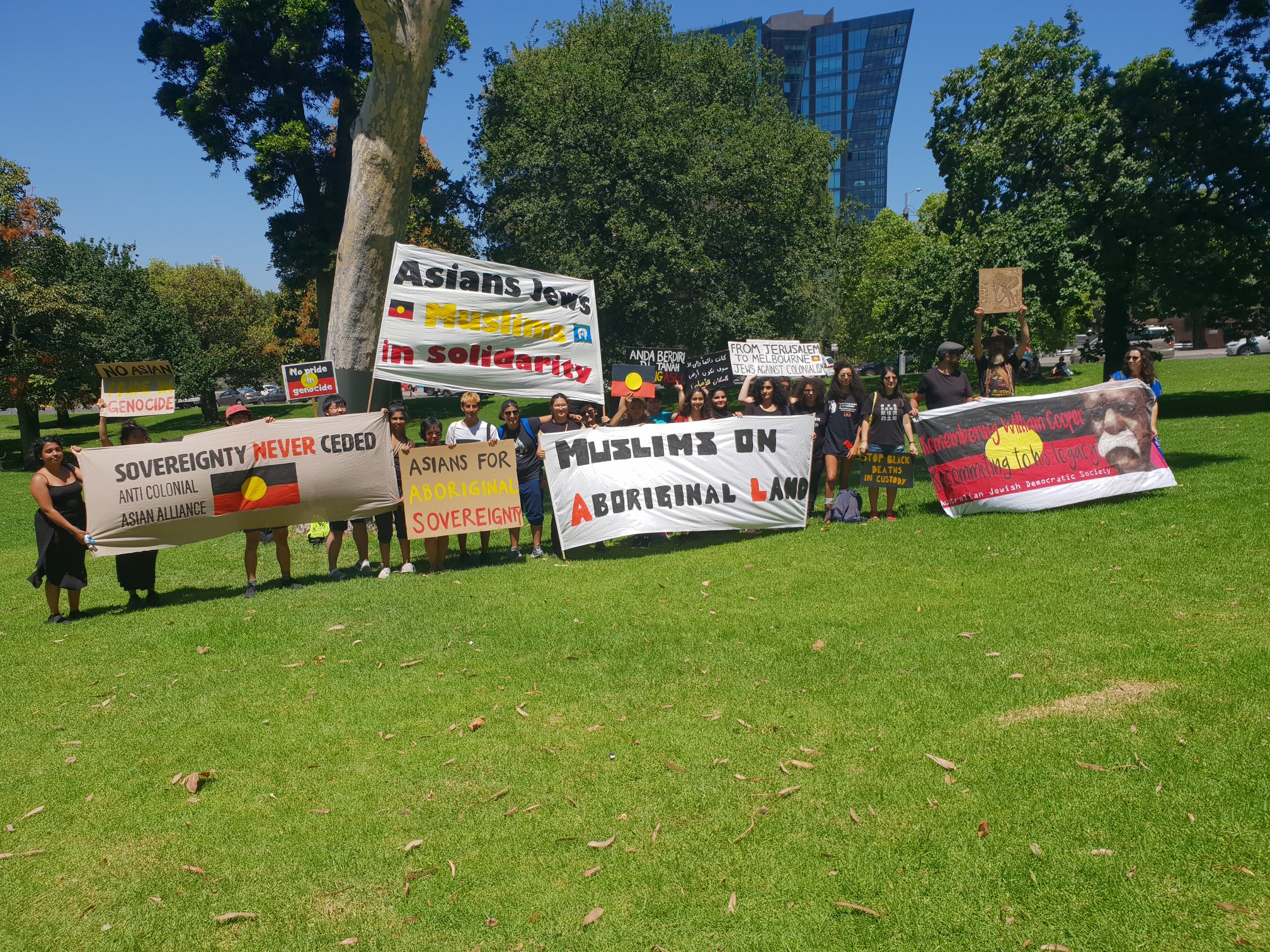
وقفة احتجاجيَّة من حركة "يوم الغزو" عام 2019.

اُقترِحت عدة تواريخ للاحتفال بيوم أستراليا قبل استحداث هذه العطلة واعتمادها كعيد وطنيّ رسميً وفي السنوات التي تبعت لك. عمومًا كان النقاش حول تغيير اليوم إلى تاريخٍ آخر نقاشًا جدليًا لم يخرج عنه شيء يُذكر. ومن الأسباب الكامنة التي دفعت البعض إلى اقتراح تغيير تاريخ اليوم الوطنيّ هو أنِّ اليوم الحاليّ يحتفل بتاريخ إعلان قيام مستعمرة نيو ساوث ويلز مما يفقده أهميته الوطنيَّة على حد اعتبار هؤلاء، أو أنَّ اليوم يصادف العطل المدرسيَّة الفصليَّة مما يحد من مشاركة وانخراط طلاب المدارس في الفعاليات، أو ما يعتبرونه فشل العطلة الحالية بإدماج أعضاء الأقلية من الأستراليين الأصليين الذي يعتبرون مع آخرين أنَّ اليوم هو ذكرى غزو لأراضيهم لا أكثر. ويرتبط في ذلك الصدد الاقتراح المُطالب بتغيير التاريخ كبادرة رمزيَّة.
كان من بين الداعين إلى تغيير التاريخ طوني بيديسون الذي شغل منصب رئيس لجنة يوم أستراليا في فيكتوريا حيث دعا إلى تغيير التاريخ وطلب عقد نقاش حول الموضوع في عام 1999، وميك دودسون الذي فاز بجائزة «أستراليّ العام» في سنة 2009 والذي دعا كذلك بدوره إلى النقاش حول تغيير تاريخ يوم أستراليا.
يتطلب اتخاذ هكذا قرار تضافرًا في الجهود ما بين الحكومة الفيدراليَّة وحكومات الولايات، وهي بطبيعة الحال تفتقر إلى الدعم الشعبيّ والسياسيّ. في عام 2001، صرَّح رئيس الوزراء جون هوارد باعترافه بمخاوف السكان الأصليين إزاء التاريخ، ولكنه أشار بنفس الوقت إلى وجوب عدم إغفال أهمية هذا اليوم في تاريخ أستراليا، وعليه فقد كان يدعم البقاء عليه كما أشار هوارد إلى أنَّ تغيير اليوم ليصبح في 1 يناير لم يكن مناسبًا بسبب تداخله الواضح مع رأس السنة. هذا وقد جاء طرح يوم الأول من يناير كيوم بديل حينها على خلفية الذكرى المئوية للاتِّحاد. في عام 2009، اعتبر كيفن رود تغيير التاريخ أمرًا محال الوقوع، وجاءت تصريحات رود عقب اقتراح ميك دودسون تغيير التاريخ. وبالمثل فقد اتفق زعيم المعارضة حينها مالكوم تيرنبول مع رئيس الوزراء حول إبقاء اليوم في تاريخه الحاليّ. ومع ذلك فقد دعم الاثنان حق الأستراليين في الاعتراض وإثارة الموضوع. أمَّا على مستوى الولايات فقد عبَّر رئيس ولاية نيو ساوث ويلز ناثان ريس عن عدم اقتناعه لحينها بأي «حجة مُقنعة» لصالح تغيير التاريخ. كما عبَّرت رئيس ولاية كوينزلاند آنا بلاي عن معارضتها لأي تغيير.
في يونيو عام 2007، صوَّتت الجمعية الوطنيَّة العامّة التابعة لرابطة الحكومة الأستراليَّة المحليَّة خلال انعقادها السنويّ بغالبية (64 صوتًا مع مقابل 62 ضد) لصالح نظر المجالس في الكيفية التي يمكن لها من خلالها ممارسة الضغوط على الحكومة الفيدراليَّة في هذا الشأن.

#### استطلاعات الرأي
في عام 2004، وجد استطلاع للرأي أجرته شركة نيوزبول حول تغيير يوم أستراليا إلى تاريخ آخر لا يرتبط بالاستيطان الأوروبي أن نسبة 79% من الذين شملهم الاستطلاع لم يرغبوا بإجراء أي تغيير على التاريخ، في حين أيَّدت نسبة 15% إجراء تغيير على التاريخ، في حين لم تستقر نسبة 6% المتبقية على أي من هذين الرأيين. أبدى المؤرِّخ جيفري بليني في عام 2012 اعتقاده بأنَّ يوم 26 يناير أدّى دوره بشكل جيد كيوم أستراليا، وأنَّه كان في ذلك الوقت ناجحًا أكثر من أي وقت مضى.
كشف استطلاع للرأي يعود لعام 2017 أجرته مكنير يلوسكوير لصالح الغارديان أنَّ نسبة 68% من الأستراليين شعروا بمشاعر إيجابيَّة حيال يوم أستراليا، في حين كانت نسبة 19% غير آبهة بالأمر، ونسبة 7% كانت مشاعرهم متضاربة حياله، ونسبة 6% شعروا بمشاعر سلبيَّة حول يوم أستراليا. أمَّا على مستوى الأستراليين الأصليين فكانت نسبة الذين شعروا بمشاعر إيجابيَّة تجاه اليوم فقط 23%، بينما كانت مشاعر 31% منهم سلبية تجاهه، وتضاربت مشاعر 31% منهم، وأيَّد 54% منهم تغيير تاريخ العطلة. أظهر استطلاع آخر للرأي أجرته إسينتشل بولينغ لصالح الغارديان في عام 2017 أنَّ نسبة 54% ممن شملهم الاستطلاع كانت تعارض تغيير التاريخ، في حين بلغت نسبة الداعمين لتغييره 26%، فيما لم يكن لنسبة 19% من الأستراليين رأي حيال الموضوع.

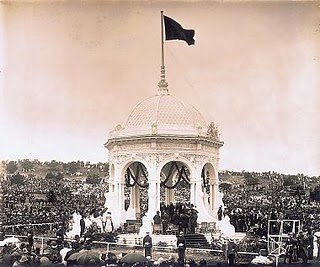
مقصورة الاتّحاد بحديقة الذكرى المئوية في سيدني بتاريخ 1 يناير عام 1901.

أظهر استطلاع للرأي أجراه المعهد الأسترالي وهو خلية فكريَّة تقدميَّة للسياسة العامة في عام 2018 أنَّ نسبة 56% لا يمانعون الاحتفال باليوم في أي تاريخ كان. ووجد نفس الاستطلاع أنَّ ما نسبته 49% اعتقدوا بأنَّ التاريخ لا يجب أنَّ يتسبب بإهانة الأستراليين الأصليين، ولكن فقط 37% ممن شملهم الاستطلاع اعتقدوا أنَّ التاريخ الحالي كان جارحًا.
قبل حلول يوم أستراليا عام 2019، أصدر معهد الشؤون العامة وهو خليَّة فكرية مُحافظة للسياسة العامة، نتائج استطلاع للرأي أظهرت أنَّ 75% ممن شملهم الاستطلاع أرادت بقاء التاريخ الحالي. وكذلك فقد وجد استطلاع آخر أجرته مجموعة «التقدم لأستراليا» اليمينيَّة أنَّ نسبة 71% من المُستطلَعين كانت تدعم التاريخ الحالي. هذا وقت كانت كِلتا المجموعتين في استطلاعهما قد طرحت أسئلة حول الفخر بكون المرء أستراليًا قبل توجيهها لسؤال تغيير التاريخ.

#### تواريخ بديلة مقترحة
اتّحاد أستراليا (1 يناير)
يعود اقتراحه كعطلة وطنيَّة إلى عام 1957. إذا يخلِّد هذا اليوم ذكرى اتّحاد أستراليا. أُعلِن اليوم كمناسبة تحت اسم "يوم الكومنولث" بعد مضي عام واحد على الاتّحاد في عام 1902، ولكن كان 1 يناير بالأصل عطلة رسميَّة (عيد رأس السنة)، ولم يلاقي يوم الكومنولث" دعمًا كافيًا من عامة الناس.
اتّحاد أستراليا عام 1901 بتاريخ بديل (19 يناير)
اُقترِح كتاريخ بديل لكونه يصادف وقوعه قبل أسبوع واحد من يوم أستراليا ويمكن له أن يمثِّل عام الاتّحاد (19.01).
يوم الاستقلال (3 مارس)
كان هناك دعم للاحتفال بيوم استقلال حيث اُقترِح يوم 3 مارس كذكرى لصدور قانون أستراليا لسنة 1986.
يوم أنزاك (25 أبريل)
كان هناك قدر من الدعم لفكرة جعل يوم أنزاك عطلة وطنيَّة في السنوات الماضيَّة. كان من بين المؤيدين لهذا المقترح رئيس الأساقفة الأنجليكيّ لمدينة بريزبن بيتر هولينغوورث. في 2001، عارض كل من رئيس الوزراء جون هوارد وزعيم المعارضة كيم بيزلي بشدة دمج اليوم مع العطلة الوطنيَّة للبلاد، وجاء ذلك على خلفية التعليقات المطروحة خلال مراجعة لمستقبل يوم أنزاك.
يوم «ميت» (8 مايو)
بدءًا من عام 2017، ظهر مقترح اتصف ببعض الجديَّة لجعل العيد الوطني في الثامن من مايو. وذلك لأن لفظ هذا الاسم باللغة الإنجليزيَّة يشير لفظيًا إلى كلمة mate الأستراليَّة الشهيرة بمعنى «زميل». وكذلك لأن الحكومة الفيدراليَّة تبدأ بمباشرة أعمالها في يوم 9 مايو.
افتتاح أول برلمان فيدرالي (9 مايو)
كما اقترح البعض جعل يوم 9 مايو عطلة رسميَّة حيث يصادف ذلك اليوم ذكرى افتتاح أول برلمان فيدرالي في تاريخ البلاد بميلبورن عام 1901، وافتتاح دار البرلمان المؤقت في كانبرا عام 1927، وافتتاح دار البرلمان الجديد عام 1988. كان هذا التاريخ قد نال في السابق دعم رئيس كوينزلاند بيتر بيتي، وطوني بيديسون، وجيفري بليني. بيدَّ أنَّ البعض اعتبروا التاريخ مرتبط إلى حد كبير بولاية فيكتوريا. كما لا تشجع حقيقة وقوعه في أول فصل الشتاء على اعتماده كعطلة.
ذكرى استفتاء سنة 1967 (27 مايو)
هي ذكرى إجراء استفتاء عام 1967 الذي كان من شأنه تعديل الدستور الفيدراليّ حيث مكَّن البرلمان الفيدراليّ من التشريع فيما يتعلق بالأستراليين الأصليين، وأقرَّ احتساب السكان الأصليين في التعداد الوطنيّ. صوَّت الشعب على التعديلات الدستوريَّة بنسبة 91%.
يوم السنط (1 سبتمبر)
يوم السنط هو أول أيام فصل الربيع في نصف الكرة الجنوبيّ. الأخضر والذهبي وهما اللونين الوطنيين لأستراليا يأتيان من نبات السنط حيث أصبح هذا النبات رمزًا لأستراليا منذ مطلع القرن التاسع عشر. اُقترِح جعل يوم السنط عيدًا وطنيًا لأستراليا منذ تسعينيات القرن العشرين. هذا وتدعم الرابطة الوطنيَّة ليوم السنط هذا المقترح.
خطبة تينترفيلد (24 أكتوبر)
اعتبر البعض جعل اليوم الذي ألقى فيه السير هنري باركس الملقَّب بـ«أب الاتّحاد» لخطبته التاريخيَّة في بلدة تينترفيلد بنيو ساوث ويلز التي هيأت إلى قيام الاتُحاد.
يوريكا ستوكيد (3 ديسمبر)
يعود تاريخ مقترح جعل ذكرى معركة يوريكا ستوركيد عطلة وطنيَّة إلى ثمانينيات القرن التاسع عشر. اندلعت انتفاضة يوريكا في عام 1854 خلال حمى الذهب في فيكتوريا حيث شهدت محاولة تمرد فاشلة قام بها عمَّال المناجم ضد الحكومة الاستعماريَّة في فيكتوريا. قاد التمرد إلى إجراء عدد من الإصلاحات بالرغم من سحق السلطات له، حتى أنَّه وصِفَ بمسقط رأس الديمقراطية الأستراليَّة. كان من بين الداعمين لهذا التاريخ كل من عضو مجلس الشيوخ دون تشيب، ورئيس ولاية فيكتوريا السابق ستيف براكس. بيدَّ أنَّ هذه الفكرة واجهت معارضة النقابات اليساريَّة والمجموعات الوطنيَّة اليمينيَّة التي يدَّعي كل منهما ارتباطًا رمزيًا بهذا الحدث التاريخيّ. كما اعترض عليه البعض ممن اعتبروه حدثًا خاصًا بولاية فيكتوريا بالأساس.

## وصلات خارجية
- المجلس الوطنيّ الخاصّ بيوم أستراليا (بالإنجليزية)
- التاريخ الرسميّ ليوم أستراليا (بالإنجليزية)
- مجلس ولاية نيو ساوث ويلز الخاصّ بيوم أستراليا (بالإنجليزية)